# Jan Stanisławski (pintor)
Jan Stanisławski (Vilșana, 24 de junho de 1860 – Cracóvia, 6 de janeiro de 1907) foi um pintor polonês, considerado um dos maiores representantes do simbolismo e do modernismo em seu país.